# يوناتان ميسه
جوناثان ميس (بالألمانية: Jonathan Meese)‏ (و. 1970 – م) هو فنان، ومصمم رقص، ورسام من ألمانيا. ولد في طوكيو.

## التعليم
تعلم في Hochschule für bildende Künste Hamburg ‏.

## وصلات خارجية
- جوناثان ميس على موقع IMDb (الإنجليزية)
- جوناثان ميس على موقع مونزينجر (الألمانية)
- جوناثان ميس على موقع ألو سيني (الفرنسية)
- جوناثان ميس على موقع ميوزك برينز (الإنجليزية)
- جوناثان ميس على موقع ديسكوغز (الإنجليزية)
- جوناثان ميس على موقع ديسكوغز (الإنجليزية)
- جوناثان ميس على موقع كينوبويسك (الروسية)